# Villa da Porto (Sarego)
Villa da Porto detta "la Favorita" è una villa veneta in stile palladiano fatta costruire da Giovanni Battista da Porto nel 1714-1715 e attribuita all'architetto Francesco Muttoni. Si erge sopra un elevato colle che domina l'intera pianura di Monticello di Fara, una frazione del comune di Sarego, in provincia di Vicenza.

## Storia
La villa, commissionata dal nobile Giovanni Battista da Porto, venne realizzata in soli due anni, tra il 1714 e il 1715. Il complesso architettonico è da attribuirsi all'architetto Francesco Muttoni. L'appellativo "la Favorita" proviene da un antico toponimo riferito alla contrada di Monticello.
Della decorazione pittorica, da attribuirsi agli anni 1717-1718, risulta ignoto l'autore.
Agli inizi dell'Ottocento la villa passò di proprietà di alcune famiglie venete, tra cui Balbi, Ziggiotti, Manin, per tornare alla fine del secolo ai Da Porto. Nel 1947, dopo un periodo di degrado, la villa è stata acquistata dalla parrocchia di Monticello di Fara ed è stata adibita a chiesa. La villa è stata poi acquistata da privati che la rendono accessibile al pubblico in occasione di alcuni eventi. Dal 2011 la villa è stata sede del Parlamento della Padania della Lega Nord.

## Descrizione

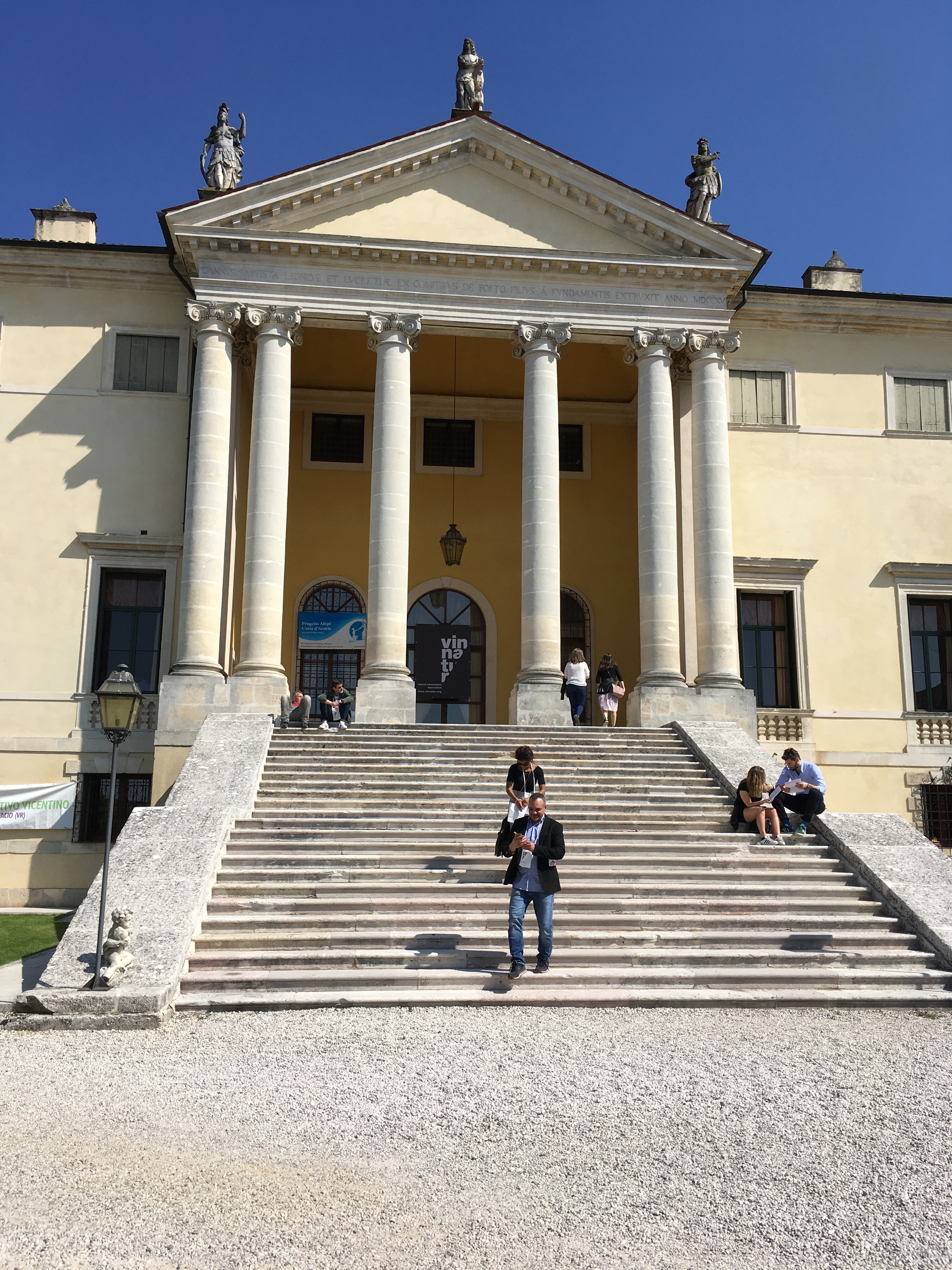
La scalinata di accesso

Si raggiunge il sito attraverso un lungo e scenografico viale alberato.
La casa dominicale è composta da tre piani fuori terra. La facciata principale, che si trova ad ovest, è formata da un'alta scalinata che porta al pronao in stile ionico che si conclude con un timpano triangolare sormontato dalle statue di Apollo, Minerva e Marte. La facciata orientale è composta nella parte principale da tre semplici aperture con mascheroni sulle chiavi di volta, chiuse da eleganti logge. Nella sommità si erge il frontone triangolare sormontato dalle statue di Mercurio, Ercole e Onfale.
La pianta della villa si articola attorno alla grande sala centrale a doppia altezza formando due ali di stanze minori. Distaccate dall'abitazione padronale si trovano due barchesse porticate, con al centro un'apertura serliana. All'esterno della cinta muraria della villa si trova la cappella del Carmine (1697).

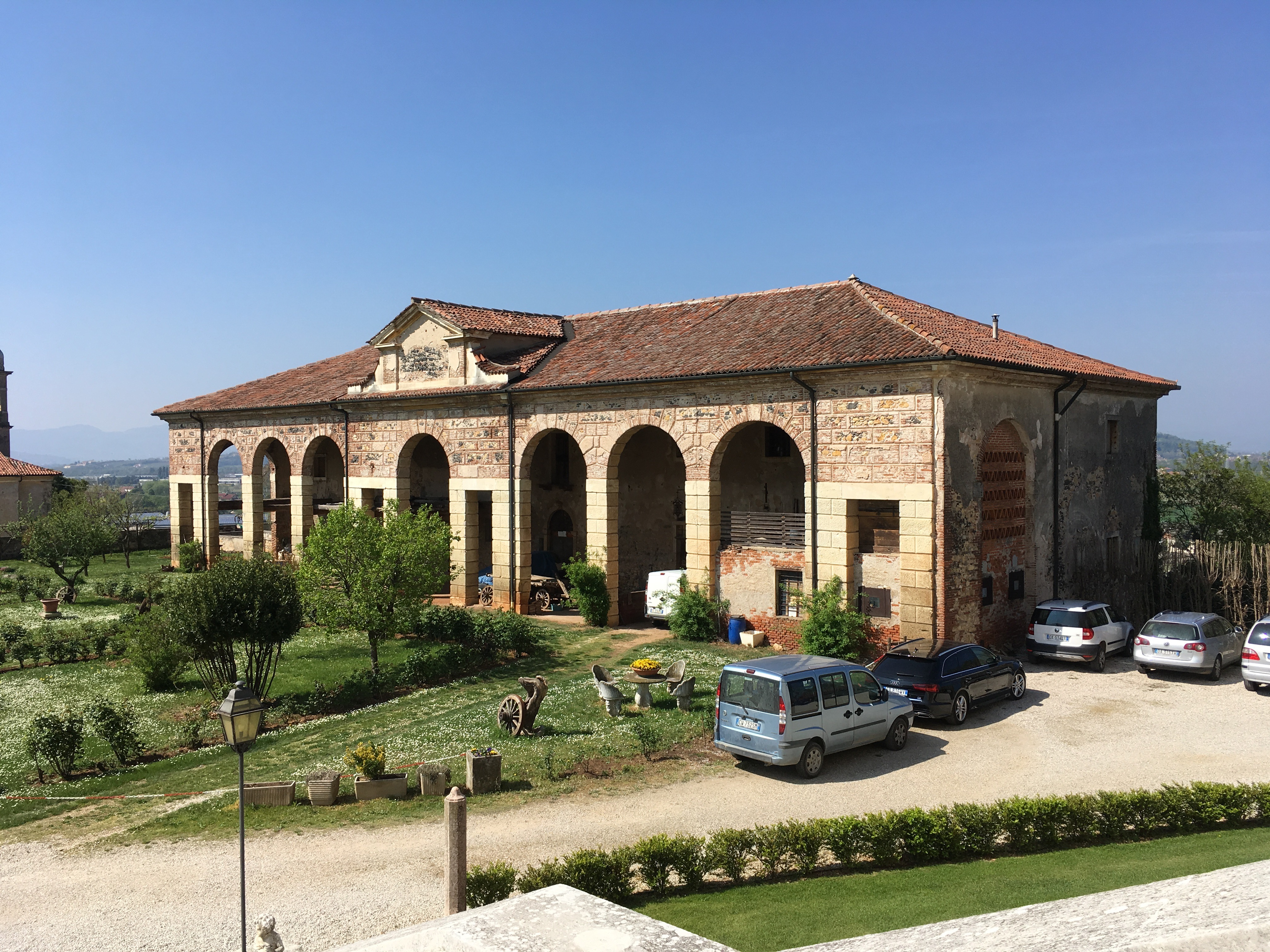
Barchessa a sinistra della villa, vista dalla scalinata
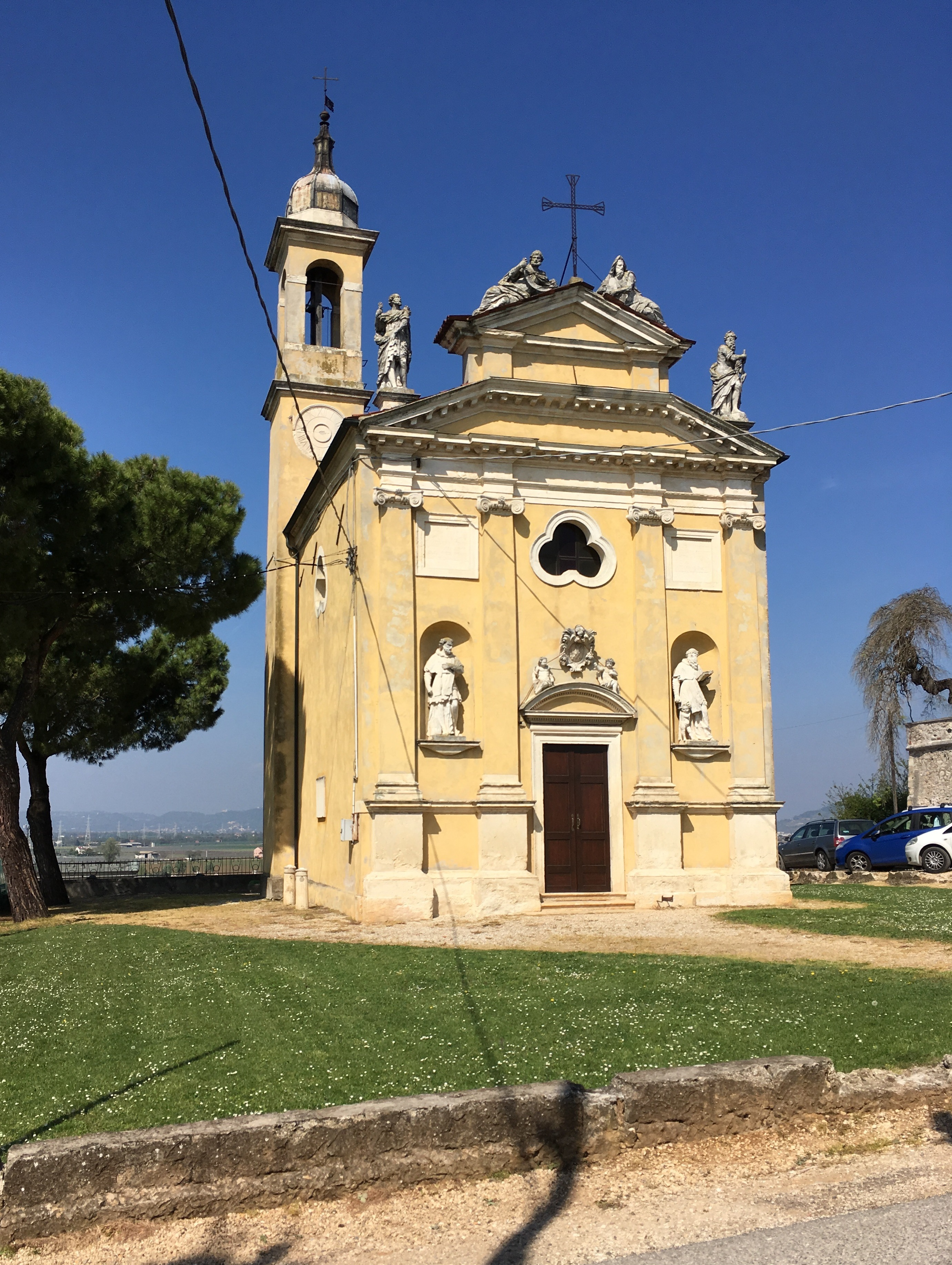
Cappella del Carmine, antistante la villa
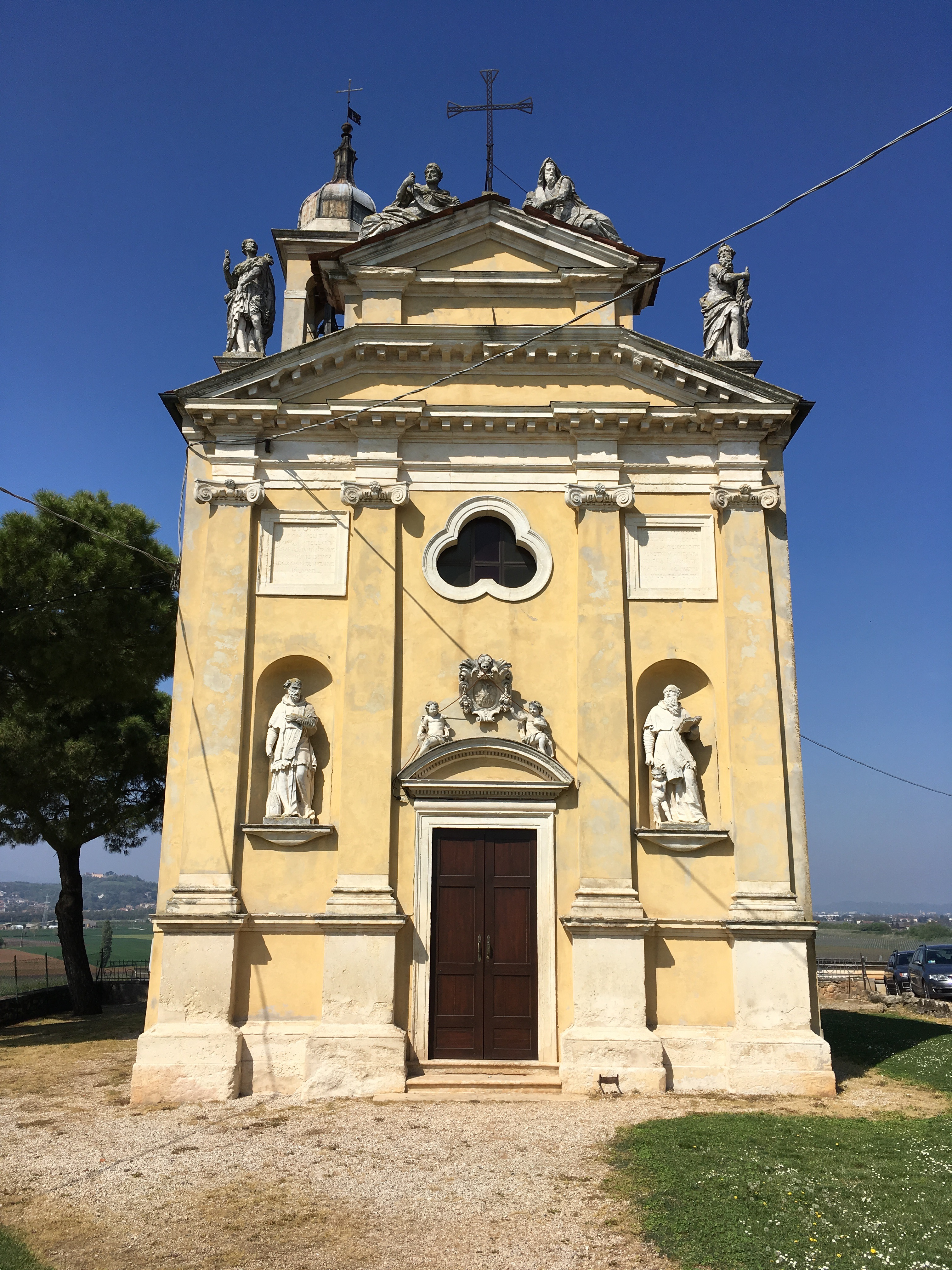
Cappella del Carmine, facciata